# عطيتك عيوني (مسلسل)
مسلسل عطيتك عيوني مسلسل تلفزيوني درامي كويتي، من إنتاج 2019، وهو من تأليف عادل الجابري وإخراج سائد بشير الهواري وبطولة صمود، حسين المنصور، محمود بوشهري وهدى الخطيب. قامت ديانا حداد بتقديم شارة البداية.

## قصة العمل
يحمل مسلسل «عطيتك عيوني» في طياته الكثير من الإثارة والتشويق والأحداث المهمة، وسيكون في صياغ درامي فيه أبعاد نفسية، ويجمع بين حالات مختلفة فيها الغموض وتركز على جيل الشباب.

## الممثلون
- صمود بدور هيا
- محمود بوشهري بدور حمد
- حسين المنصور بدور عبد الله
- هدى الخطيب بدور سعاد
- سعود بوشهري بدور احمد
- طيف بدور ام هنادي
- ميثم بدر بدور بدر
- غرور بدور ام بدر
- صمود المؤمن بدور فرح
- فوز الشطي
- فواز حمد بدر
- كفاح الرجيب
- روان العلي
- فرحان العلي
- ياسر العماري
- جنى الفيلكاوي
- عمر عبدالله